# Osiedle Kochanowskiego (Żywiec)
Osiedle Kochanowskiego – osiedle mieszkaniowe w Żywcu, w dzielnicy Zabłocie. Składa się z pięciu bloków mieszkalnych.
Osiedle zostało wybudowane przez Fabrykę Papieru „Solali” w 1961 roku jako zespół bloków zakładowych. Zlokalizowane jest przy ul. Kochanowskiego za budynkami fabryki. Zabudowania znajdują się nad ciekiem wodnym Jaziówka, doprowadzającym wodę do fabryki papieru i wyposażonym w jaz oraz turbinę do producji energii elektrycznej. Most na Jaziówce umożliwia przejazd z osiedla ulicą Kochanowskiego w kierunku zachodnim. Od ul. Kazimierza Tetmajera osiedle oddzielają ogródki działkowe.
Przy skrzyżowaniu ul. Tetmajera z ul. Kochanowskiego zlokalizowany jest przystanek „Osiedle” komunikacji miejskiej, obsługiwany przez autobusy linii 13 i 18 należące do Miejskiego Zakładu Komunikacyjnego. Na skrzyżowaniu ul. Tetmajera z ul. Piaskową na południe od osiedla znajduje się pętla autobusowa o nazwie „Osiedle Kochanowskiego”.